# Klein Haßlow
Klein Haßlow ist ein bewohnter Gemeindeteil der Stadt Wittstock/Dosse im Landkreis Ostprignitz-Ruppin im Norden des Landes Brandenburg. Das Dorf gehört zum Ortsteil Groß Haßlow und war zwischen dem 1. Juli 1950 und dem 26. Oktober 2003 ein Ortsteil dieser damals eigenständigen Gemeinde.

## Lage
Das kleine Angerdorf Klein Haßlow liegt zwei Kilometer nordöstlich des Stadtzentrums von Wittstock. Umliegende Ortschaften sind Randow im Nordosten, Groß Haßlow im Osten, Babitz im Südosten, Wittstock im Südwesten, Sudrowshof im Westen sowie Alt Daber im Nordwesten. Nördlich von Klein Haßlow liegt am westlichen Rand der Wittstock-Ruppiner Heide.
Klein Haßlow liegt am Babitzer Bach. Nördlich führt die Kreisstraße 6823 am Ort vorbei.

## Geschichte
Klein Haßlow wurde erstmals im Jahr 1274 zusammen mit Groß Haßlow und Randow als Antiquum Haslowe (Alt Haßlow) urkundlich erwähnt. 1581 lautete die Schreibweise des Ortsnamens Lutken-Haßlow, was dem heutigen Ortsnamen entspricht. Der Ortsname bedeutet etwa „Siedlung in einer mit Haselnusssträuchern bewachsenen Aue“.
Am 1. Juli 1950 wurde Klein Haßlow nach Groß Haßlow eingemeindet. Ab Juli 1952 gehörte der Ort zum Kreis Wittstock im DDR-Bezirk Potsdam, nach der Wiedervereinigung lag der Ort zunächst im Landkreis Wittstock in Brandenburg und seit 1993 im Landkreis Ostprignitz-Ruppin. Mit der brandenburgischen Kreisgebietsreform am 26. Oktober 2003 wurde die Gemeinde Groß Haßlow aufgelöst und die Ortsteile in die Stadt Wittstock/Dosse eingemeindet. Zwischen 1992 und 2003 gehörte Klein Haßlow dem Amt Wittstock-Land an.

## Sehenswürdigkeiten
- Die evangelische Dorfkirche von Klein Haßlow wurde in der Mitte des 19. Jahrhunderts erbaut, dabei wurde die Kirche auf dem Fundament des Vorgängerbaus aus dem Jahr 1746 errichtet. Die kleine verputzte Saalkirche hat einen quadratischen Westturm und in seinem Inneren eine angeschrägte Balkendecke und eine Westempore. Der Kanzelaltar aus dem Jahr 1730 wurde aus der Heilig-Geist-Kirche in Wittstock übernommen.[3]

## Einwohnerentwicklung
| Jahr | Einwohner |
| ---- | --------- |
| 1875 | 105       |
| 1890 | 101       |
| 1910 | 103       |

| Jahr | Einwohner |
| ---- | --------- |
| 1925 | 94        |
| 1933 | 93        |
| 1939 | 110       |

| Jahr | Einwohner |
| ---- | --------- |
| 1946 | 155       |

Gebietsstand des jeweiligen Jahres